# Bisdom Rio do Sul
Het bisdom Rio do Sul (Latijn: Dioecesis Rivi Australis) is een rooms-katholiek bisdom met als zetel Rio do Sul, in Brazilië. Het bisdom is suffragaan aan het aartsbisdom Florianópolis.

## Geschiedenis
Het bisdom werd opgericht op 23 november 1968, uit delen van het bisdom Florianópolis en het bisdom Joinville. 

## Parochies
Het bisdom had in 2020 een oppervlakte van 8.909 km2 en telde 337.094 inwoners waarvan 78,8% rooms-katholiek was.

## Bisschoppen
- Tito Buss (12 maart 1969 - 30 augustus 2000)
- José Jovêncio Balestieri (30 augustus 2000 - 19 maart 2008; coadjutor sinds 29 juli 1998)
- Augustinho Petry (19 maart 2008 - 17 december 2014; coadjutor sinds 14 november 2007)
- Onécimo Alberton (17 december 2014 - 1 november 2023)
- sedisvacatie

Florianópolis (aartsbisdom) · Blumenau · Caçador · Chapecó · Criciúma · Joaçaba · Joinville · Lages · Rio do Sul · Tubarão